# Olena Tchekan
Olena Vassylivna Tchekan (en ukrainien : Олeнa Вacилівнa Чeкaн ; en russe : Елена Васильевна Чекан, Ielena Vassilievna Tchekan ; en polonais : Helena Czekan), née le 26 avril 1946 à Kiev et morte dans la même ville le 21 décembre 2013, est une actrice, scénariste et journaliste soviétique puis ukrainienne.

## Jeunesse
Chekan est née le 26 avril 1946 à Kiev, alors en URSS, de Vassili Ioannovitch Tchekan (28 décembre 1906 - 23 novembre 1986) et Lioubov Pavlovna Tchekan-Tarapon (15 juin 1914 - 19 juillet 1994). En 1972, elle est diplômée de l'Institut d'art dramatique Boris Chtchoukine de Moscou. Le directeur artistique du cours était Vladimir Etouch. Durant ses études d'arts dramatiques, Tchekan fait ensuite la connaissance de Natalia Goundareva et Konstantin Raïkine.

## Carrière
Elle a travaillé comme actrice au Théâtre dramatique de Moscou sur Malaïa Bronnaïa, au Théâtre Pouchkine de Moscou, au Studio Dovjenko (Kiev) et au studio de théâtre Souziria (« Constellation ») à Kiev. Elle a également travaillé à la télévision ukrainienne, au Broadcast Studio 1+1 en tant que rédactrice créative du projet « Document ». Tchekan a travaillé au magazine Oukraïnskyï Tyjden (« La semaine ukrainienne ») en tant que journaliste et assistante du rédacteur en chef depuis la fondation du magazine en 2007.
Le premier rôle de Tchekan au cinéma était dans Solaris (1972) d'Andreï Tarkovski. Elle était une actrice populaire et bien connue au milieu des années 1980 et elle joua dans plus de 50 œuvres cinématographiques, y compris des rôles principaux et des rôles secondaires. Tchekan a également travaillé sur plus de 30 projets de théâtre en interprétant à la fois des rôles principaux et secondaires. Tchekan était membre de syndicats de cinéma et de travailleurs du théâtre d'URSS puis d'Ukraine.
Tchekan est également connue comme scénariste et interprète dans plusieurs performances en solo consacrées au travail créatif de Taras Chevtchenko, Lessia Oukraïnka, Vassyl Stous, Marina Tsvetaïeva, Ossip Mandelstam, Mikhaïl Boulgakov, Anna Akhmatova, Maximilian Volochine, Alexandre Blok, Boris Pasternak, Joseph Brodsky, Antoine de Saint-Exupéry, Federico García Lorca, aux belles et étonnantes illustrations musicales (fragments de compositions de Bach, Vivaldi, Haydn, Mozart, Chopin).
Ses nombreuses performances ont pu être vues sur la scène de la Maison du Cinéma, de la Maison Centrale des Artistes, de la Maison des Acteurs, du studio de théâtre Constellation, dans la Maison Mémorielle de Marina Tsvetaïeva à Moscou, dans les Centres Culturels Ukrainiens à Moscou et à Saint-Pétersbourg, dans la Maison littéraire commémorative de Mikhaïl Boulgakov à Kiev (musée Mikhaïl Boulgakov), dans la maison commémorative de Maximilien Volochine à Koktebel, dans la maison-musée Alexandre Grin à Stary Krym (ancienne Crimée). La 73e saison du Club des scientifiques de l'Académie des sciences d'Ukraine à Kiev a été ouverte avec ses soirées musicales et ses soirées poétiques. Tchekan a joué en tant que membre d'un groupe artistique du groupe d'acteurs du film d'État de l'URSS dans ses performances individuelles devant les soldats à Kaboul et à Bagram en Afghanistan (1981-1982).
Elle a reçu le signe commémoratif des troupes frontalières soviétiques « Pour le mérite de la mère patrie ». Tchekan a récité de la poésie avec la célèbre poétesse ukrainienne Lina Kostenko devant les pompiers et le personnel des forces armées lors de l'élimination de l'urgence à la centrale nucléaire de Tchernobyl en feu en 1986. Elle a également été reporter à Grozny en tant que journaliste indépendante pour Radio Free Europe/Radio Liberty pendant la première guerre de Tchétchénie en 1994-1996. Elle a également été auteure, animatrice et présentatrice de l'émission télévisée Glimpses of Eternity sur la chaîne ukrainienne Inter (2000), puis responsable d'édition créative lors de l'émission télévisée Document produite par Broadcast Studio 1+1, 1+1 Groupe Médias.
Tchekan a co-écrit avec Iouri Makarov un scénario pour le film documentaire en quatre parties My Shevchenko qui était le projet de 1+1. Ce film a été sélectionné pour le prix national Taras-Chevtchenko en 2002. Elle a été également auteure d'une idée et co-auteur d'un scénario du film documentaireIvan Mazepa : Love. Greatness (2005, réalisé par Iouri Makarov, projet de 1+1).
Tchekan a travaillé comme journaliste et chroniqueuse pour l'hebdomadaire Oukraïnsky Tyjden (La Semaine ukrainienne) depuis sa création en 2007 en tant qu'assistante du rédacteur en chef Iouri Makarov. Elle est devenue l'auteur de nombreux articles et interviews, dont ses entretiens avec Václav Havel, André Glucksmann, Natalia Gorbanevskaïa, Boris Nemtsov, Krzysztof Zanussi, Igor Pomerantsev, Akhmed Zakaïev, Tomas Venclova, Valentyn Sylvestrov, Lina Kostenko, Sergueï Krymsky, Myron Petrovski, et d'autres personnalités importantes.
Au printemps 2012, Tchekan a été diagnostiquée d'un cancer du cerveau au quatrième stade. Elle est décédée le 21 décembre 2013.

## Vie privée
Tchekan était mariée à Stanyslas Rodiouk (1937–2003), architecte, de ce mariage Tchekan a eu un fils, Bohdan Rodiouk-Tchekan, né en 1978.

## Filmographie
Tchekan a travaillé comme actrice dans de nombreux films de la fin des années 1970 jusqu'aux années 1990, notamment :
- L'homme gênant (1978)
- Cercle familial (1979)
- Les femmes plaisantent sérieusement (1981)
- Au sifflet des balles (1981)
- Tours (1982)
- Les secrets de la cathédrale Saint-Georges (1982)
- Trois obus d'un fusil anglais (1983)
- Hanté par les fantômes (1984)
- Pont de la vie (1986)
- Première à Sosnovka (1986)
- Vers l'avenir (1986)
- À vos côtés (1986)
- Start The Investigation (deuxième film, Smear ) (1987)
- Gypsy Aza (1987)
- Rose bleue (1988)
- Pécheur (1988)
- Comment les hommes parlaient des femmes (1988)
- Captive du Château d'If (1988)
- Avertissement de tempête (1988)
- Route à travers les ruines (1989)
- Je veux faire une confession (1989)
- Véhément (1990)
- Dopage pour les anges (1990)
- Niagara (1991)

## Ouvrages
Tchekan a publié le livre-interview L'étoile d'Alex Moscovitch. Ce livre a été écrit par Tchekan à Moscou en 1990-1991 sur la base des conversations personnelles et des souvenirs politiques d'Alex Moscovitch, compagnon du général de Gaulle. Le livre-entretien a été publié à Moscou aux éditions NORD en 1992 avec l'autobiographie de Moscovitch Le Temps Des Punaises en russe.
Son fils, Bohdan Rodiouk-Tchekan, a lancé la publication de la traduction anglaise de ses œuvres créatives et des recueils de ses meilleurs matériaux publiés précédemment dans The Ukrainian Week . L'artiste et éditeur autrichien Robert Jelinek (en) a publié le livre intitulé La quête d'une Ukraine libre à Vienne à la maison d'édition Der Konterffei en 2015. Le deuxième livre, Hymns to Ukrainian Art, publié en 2016, comprend d'autres interviews publiées dans The Ukrainian Week ainsi que des chapitres sur la carrière d'acteur et le travail littéraire.

## Citations
1. ↑  (en) « Olena Chekan • Salon für Kunstbuch », Salon für Kunstbuch (consulté le 18 février 2022)
2. ↑  See, (in Ukrainian) Olena Chekan "The Star of Alex Moscovitch" "You want to understand – look at the star", he advised général de Gaulle. Alex Moscovitch was born in Ukraine, made a brilliant career in France – on The Ukrainian Week magazine data base